# Red Rose
Red Rose é uma série de televisão britânica de drama e terror, criada por Michael e Paul Clarkson e produzida por Eleven Film. Estreou na BBC Three em 15 de agosto de 2022 e disponível na BBC iPlayer no Reino Unido. Internacionalmente, a série está disponível na Netflix.

## Enredo
Ambientado em Bolton, esta série gira em torno de um grupo de amigos que planejam ter outro verão despreocupado antes de irem para a faculdade. No entanto, seus planos viram fumaça quando uma sensação de perigo paira sobre o grupo quando um deles baixa um aplicativo chamado "Red Rose" que faz exigências sinistras que levam a consequências mortais se não forem cumpridas.

## Elenco
- Amelia Clarkson como Wren Davies
- Isis Hainsworth como Rochelle "Roch" Mason
- Natalie Blair como Ashley "Ash" Banister
- Ellis Howard como Antony Longwell
- Ali Khan como Tariq "Taz" Sadiq
- Ashna Rabheru como Jaya Mahajan
- Adam Nagaitis como Rick Bennet
- Natalie Gavin como Rachel Davies
- Samuel Anderson como Vinny Mason
- Harry Redding como Noah Royston[3]
- Hannah Griffiths como Big Jenna[5]
- Silvie Furneaux como Little Jenna
- Ruaridh Mollica como Patrick Hume
- Emma Fryer como Jennifer
- Jennifer Hennessy como Andrea Longwell
- Nia Roberts como Shelley Royston
- Rod Hallett como Simon
- Ellie James como Gloria Mason
- Poppy Jhakra como Sra. Mahajan
- Graeme Hawley como Dave Banister
- Charlie Hiscock como Jacob Taylor
- Tom Rosenthal como Douglas Sensei
- Daniel Coll como Oficial Warren

## Recepção
No Rotten Tomatoes, a série detém um índice de 100% de aprovação, com base em 17 críticas, com uma nota média de 7/10. O consenso dos críticos do site diz: "Lidando de forma inteligente com uma variedade de temas oportunos, Red Rose é o raro thriller tecnológico que parece compreender verdadeiramente o terror da era digital".
Jack Seale do The Guardian, em uma entrevista publicada com os criadores do programa antes da transmissão, chamou a série de "um trabalho extraordinariamente confiante". Gerard Gilbert, para o jornal i, também elogiou o drama e disse que "[h]orror é um gênero complicado de acertar, tornando-se facilmente muito barulhento ou muito sangrento, mas esta nova série dramática dos produtores de Sex Education destrói isso".